# Ruhr-Lenne-Express
| |                                                         |                                           |                                           |
| Kursbuchstrecke (DB): | 415, 427, 440                                           |                                           |                                           |
| Streckenlänge: | 72 km                                                   |                                           |                                           |
| Streckengeschwindigkeit: | 140 km/h                                                |                                           |                                           |
| |                                                         |                                           |                                           |
| Verkehrsunternehmen: | Vias                                                    |                                           |                                           |
| Aufgabenträger: | VRR (Essen–Hohenlimburg) NWL (Iserlohn-Letmathe–Siegen) |                                           |                                           |
| Bundesland: | Nordrhein-Westfalen                                     |                                           |                                           |
| Verlauf |                                                         |                                           |                                           |
| \| \| 0 \| Essen Hbf \| ICE, IC \| \| \| 9 \| Wattenscheid \| Wattenscheid \| \| \| 16 \| Bochum Hbf \| ICE, IC \| \| \| 30 \| Witten Hbf \| IC \| \| \| 37 \| Wetter (Ruhr) \| Wetter (Ruhr) \| \| \| 45 \| Hagen Hbf \| ICE, IC \| \| \| 62 \| Hohenlimburg \| Hohenlimburg \| \| \| 66 \| Iserlohn-Letmathe \| IC \| \| \| \| \| \| \| \| 68 \| Letmathe-Dechenhöhle \| Letmathe-Dechenhöhle \| \| \| 72 \| Iserlohn \| Iserlohn \| \| \| \| \| \| \| \| 75 \| Altena (Westf) (bis 12/2022) \| Altena (Westf) (bis 12/2022) \| \| \| 84 \| Werdohl (bis 12/2022) \| Werdohl (bis 12/2022) \| \| \| 93 \| Plettenberg (bis 12/2022) \| Plettenberg (bis 12/2022) \| \| \| 106 \| Finnentrop (bis 12/2022) \| Finnentrop (bis 12/2022) \| \| \| 112 \| Lennestadt-Grevenbrück (bis 12/2022) \| Lennestadt-Grevenbrück (bis 12/2022) \| \| \| 119 \| Lennestadt-Altenhundem (bis 12/2022) \| IC \| \| \| 130 \| Kirchhundem-Welschen Ennest (bis 12/2022) \| Kirchhundem-Welschen Ennest (bis 12/2022) \| \| \| 141 \| Kreuztal (bis 12/2022) \| Kreuztal (bis 12/2022) \| \| \| 150 \| Siegen-Weidenau (bis 12/2022) \| Siegen-Weidenau (bis 12/2022) \| \| \| 153 \| Siegen Hbf (bis 12/2022) \| IC \| |                                                         |                                           |                                           |
| | 0                                                       | Essen Hbf                                 | ICE, IC                                   |
| Bahnhof | 9                                                       | Wattenscheid                              | Wattenscheid                              |
| Bahnhof mit S-Bahn-Halt | 16                                                      | Bochum Hbf                                | ICE, IC                                   |
| Bahnhof mit S-Bahn-Halt | 30                                                      | Witten Hbf                                | IC                                        |
| Bahnhof mit S-Bahn-Halt | 37                                                      | Wetter (Ruhr)                             | Wetter (Ruhr)                             |
| | 45                                                      | Hagen Hbf                                 | ICE, IC                                   |
| Bahnhof | 62                                                      | Hohenlimburg                              | Hohenlimburg                              |
| Bahnhof | 66                                                      | Iserlohn-Letmathe                         | IC                                        |
| Verschwenkung von links (Strecke außer Betrieb) · Verschwenkung von rechts |                                                         |                                           |                                           |
| Strecke (außer Betrieb) · Bahnhof | 68                                                      | Letmathe-Dechenhöhle                      | Letmathe-Dechenhöhle                      |
| Strecke (außer Betrieb) · Kopfbahnhof Streckenende | 72                                                      | Iserlohn                                  | Iserlohn                                  |
| Verschwenkung nach links (Strecke außer Betrieb) |                                                         |                                           |                                           |
| Bahnhof (Strecke außer Betrieb) | 75                                                      | Altena (Westf) (bis 12/2022)              | Altena (Westf) (bis 12/2022)              |
| Bahnhof (Strecke außer Betrieb) | 84                                                      | Werdohl (bis 12/2022)                     | Werdohl (bis 12/2022)                     |
| Bahnhof (Strecke außer Betrieb) | 93                                                      | Plettenberg (bis 12/2022)                 | Plettenberg (bis 12/2022)                 |
| Bahnhof (Strecke außer Betrieb) | 106                                                     | Finnentrop (bis 12/2022)                  | Finnentrop (bis 12/2022)                  |
| Bahnhof (Strecke außer Betrieb) | 112                                                     | Lennestadt-Grevenbrück (bis 12/2022)      | Lennestadt-Grevenbrück (bis 12/2022)      |
| Bahnhof (Strecke außer Betrieb) | 119                                                     | Lennestadt-Altenhundem (bis 12/2022)      | IC                                        |
| Bahnhof (Strecke außer Betrieb) | 130                                                     | Kirchhundem-Welschen Ennest (bis 12/2022) | Kirchhundem-Welschen Ennest (bis 12/2022) |
| Bahnhof (Strecke außer Betrieb) | 141                                                     | Kreuztal (bis 12/2022)                    | Kreuztal (bis 12/2022)                    |
| Bahnhof (Strecke außer Betrieb) | 150                                                     | Siegen-Weidenau (bis 12/2022)             | Siegen-Weidenau (bis 12/2022)             |
| Kopfbahnhof Streckenende (Strecke außer Betrieb) | 153                                                     | Siegen Hbf (bis 12/2022)                  | IC                                        |

Der Ruhr-Lenne-Express (RE 16) ist ein Regional-Express-Zuglauf im Schienenpersonennahverkehr von Nordrhein-Westfalen, der von Essen über Bochum, Witten, Hagen und Iserlohn-Letmathe nach Iserlohn führt. Er wird von VIAS Rail im Stundentakt betrieben.

## Geschichte
Im Sommer 2001 strich DB Reise & Touristik die Interregio-Linie 22 von Frankfurt (Main) Hauptbahnhof über die Ruhr-Sieg-Strecke nach Düsseldorf (bis Sommer 1999 nach Münster) und 2002 den einmal täglich geführten Kurs nach Norddeich Mole. Als Ersatz wurde ab dem Fahrplanwechsel zum 10. Juni 2001 der Ruhr-Sieg-Express (RE 16) von den Zweckverbänden Rhein-Ruhr, Ruhr-Lippe und Westfalen-Süd bestellt. Die neu geschaffene Linie führte zunächst über Siegen hinaus bis nach Au (Sieg); dieser Zweig wurde im Dezember 2002 von der DB als „Sieg-Dill-Bahn“ (RB 95) übernommen und seit Dezember 2004 unter der Marke „DreiLänderBahn“ betrieben. Seit Dezember 2015 betreibt die HLB diesen Abschnitt unter demselben Markennamen als „Westerwald-Sieg-Bahn“ (RB 90) zu anderen Taktzeiten, dafür mit Durchbindung nach Altenkirchen (Ww) – Westerburg – Limburg (Lahn).
Im Jahr 2004 wurde der Betrieb des RE 16 zusammen mit den Linien RB 40, RB 56 und RB 91 als „Ruhr-Sieg-Netz“ ausgeschrieben. Die Ausschreibung gewann Abellio Rail NRW, die den Betrieb der genannten Linien am 9. Dezember 2007 für zunächst zwölf Jahre übernahm. Mit der Betriebsaufnahme von Abellio wurde Welschen Ennest als Regelhalt hinzugefügt.
Im Zuge der Kürzungen von Regionalisierungsmitteln bestand seit dem Fahrplanwechsel 2007/2008 bis zum Wechsel im Dezember 2013 am Wochenende eine besondere Regelung: Die Fahrten der RB 91 entfielen samstags ab 16 bzw. 17 Uhr bis 20 Uhr und an Sonntagen ganztägig bis 20 Uhr, stattdessen hielt samstags und sonntags der RE 16 im Zweistundentakt wechselweise an den Stationen Meggen und Kirchhundem sowie Littfeld und Eichen. Wegen dieser Regelung wurden diese vier Stationen samstags häufiger bedient als an allen anderen Tagen.
Nach der Insolvenz von Abellio wurde die Linie ab dem 1. Februar 2022 wieder von DB Regio betrieben.
Zum Fahrplanwechsel im Dezember 2022 erfolgte die Übernahme der Siegener Flügelstrecke durch den neuen RE 34 (Dortmund-Siegerland-Express). Seitdem entfällt die Zugteilung in Letmathe. Weil die Züge jetzt nur noch zwischen Essen und Iserlohn verkehren, wurde die Linie gleichzeitig in „Ruhr-Lenne-Express“ umbenannt. RE 16 und RE 34 fahren in Letmathe im Abstand von wenigen Minuten hintereinander ab. Von Siegen nach Hagen und umgekehrt ist in Letmathe ein Umstieg am selben Gleis möglich.

## Fahrzeuge

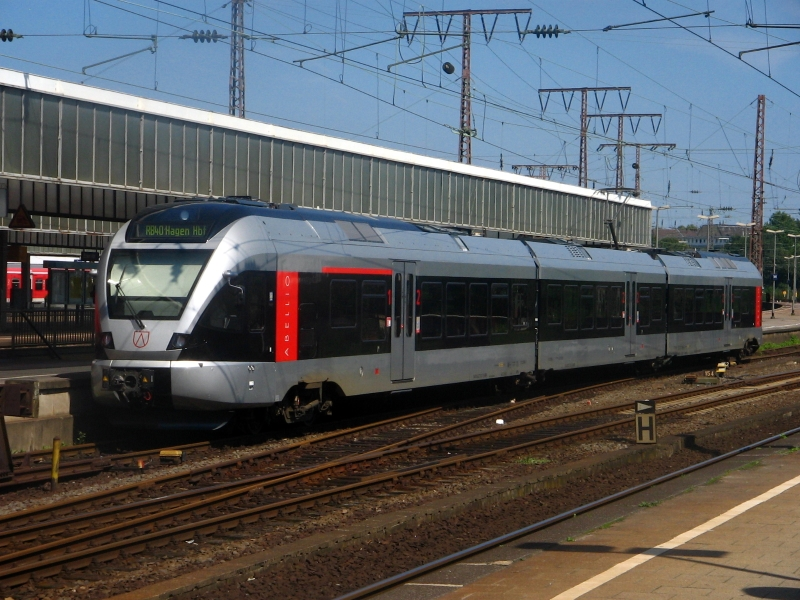
Ein Flirt der Abellio in Essen Hbf, hier als RB 40 („Ruhr-Lenne-Bahn“)

In der Anfangszeit des Ruhr-Sieg-Express kamen vorwiegend Triebwagen der Baureihe 425 zum Einsatz. Die Art des eingesetzten Materials schwankte allerdings später recht stark.
So wurden manchmal zwei Triebwagen der Baureihe 426 in Doppeltraktion eingesetzt oder gemischt je ein Fahrzeug der beiden Baureihen, genauso wie Einzelfahrzeuge. Eine betriebstechnisch nicht unproblematische Dreifachtraktion der Baureihe 426 wurde auch gelegentlich gefahren. Gerade in den letzten Wochen vor dem Betreiberwechsel kam dies recht häufig vor, da die Baureihe 425 so gut wie gar nicht mehr zum Einsatz kam.
Der Einsatz beider Baureihen endete mit dem Fahrplanwechsel vom 9. Dezember 2007, seitdem wurde die Linie durch Abellio Rail NRW mit zwei- und dreiteiligen Elektrotriebwagen vom Typ Stadler FLIRT betrieben. Seit einer Vertragsverlängerung im Jahr 2019 verfügen die Züge auch über WLAN an Bord. Zudem wurden die Züge mit neuen Steckdosen, LED-Beleuchtung, Monitoren für digitale Fahrgastinformation sowie neuem Mobiliar ausgestattet.
Zwischen Essen und Siegen wurde bis 2022 üblicherweise ein dreiteiliger Flirt eingesetzt, zwischen Essen und Iserlohn ein zweiteiliger. Zwischen Essen und Iserlohn-Letmathe war im Prinzip somit immer mindestens ein fünfteiliger Flirt-Triebzug unterwegs.
Die Fahrzeuge wurden nach dem Betreiberwechsel im Februar 2022 von der DB Regio übernommen und werden weiterhin eingesetzt.
Die Fahrzeuge werden nach dem Betreiberwechsel im Dezember 2023 von der VIAS Rail übernommen und werden weiterhin eingesetzt.

## Bedienungsangebot
Der Ruhr-Lenne-Express verkehrt täglich zwischen 6 und 20 Uhr. Außerhalb dieser Zeiten werden die Fahrten in der Regel als RB 91 nur zwischen Iserlohn und Hagen durchgeführt. Bis 2022 verkehrte an Werktagen morgens ein RE 16 Richtung Essen, der zwischen Siegen und Hagen an allen Stationen gehalten hat. Am Abend verkehrte täglich ein RE 16 von Essen, der ebenfalls alle Stationen zwischen Hagen und Siegen bediente und deswegen in Siegen den üblichen Anschluss um 21:54 Uhr nach Frankfurt nicht erreichen konnte. Dieses Zugpaar verkehrt nun als RE 34 nach/von Dortmund.
Bereits seit Dezember 2021 wurde der Ruhr-Sieg-Express weitestgehend alle zwei Stunden durch die Intercity-Linie 34 ersetzt, welche zwischen Dortmund Hbf und Frankfurt (Main) Hbf verkehrt. Sechs Zugpaare übernehmen dabei mit Ausnahme von Hagen-Hohenlimburg und Welschen Ennest alle Halte des RE 16 und werden vom Zweckverband Nahverkehr Westfalen-Lippe mitfinanziert. Diese Züge sind in der Fahrplanauskunft zusätzlich als „RE 34“ aufgeführt und können bis Dillenburg mit Nahverkehrstickets genutzt werden.
Das gleiche Konzept gilt auch beim Nachfolger Dortmund-Siegerland-Express, wodurch zwischen Dortmund und Siegen ein umsteigefreier Stundentakt entstanden ist.
Seit dem Fahrplanwechsel am 9. Dezember 2023 bis Dezember 2034 betreibt die private Bahngesellschaft Vias nach gewonnener Ausschreibung den RE 16 sowie alle anderen Linien im Ruhr-Sieg-Netz. Die aktuell eingesetzten Fahrzeuge hat Vias von der Deutschen Bahn übernommen und setzt diese weiterhin ein.

## Zukunft
Es bestehen Planungen, mit Betriebsaufnahme des Rhein-Ruhr-Express (RRX) den Ruhr-Lenne-Express und die Ruhr-Lenne-Bahn zwischen Essen und Bochum über die S-Bahn-Strecke via Wattenscheid-Höntrop statt über die Fernbahnstrecke mit Halt am Bahnhof Wattenscheid verkehren zu lassen. Die Ruhr-Lenne-Bahn soll dann in Essen-Steele statt Essen-Kray Süd halten. Einen geplanten Zeitpunkt für die Umsetzung gibt es noch nicht.
Im NRW-Zielnetz 2040 sind eine Durchbindung der Linie in Essen Hbf zur Linie RE 14 nach Borken und Coesfeld sowie eine Verdichtung zum Halbstundentakt vorgesehen.

## NRW-Takt
Der Ruhr-Lenne-Express ist in den Integralen Taktfahrplan von Nordrhein-Westfalen eingebunden, genannt NRW-Takt.
Zur Ergänzung des Angebots fahren parallel zum Ruhr-Lenne-Express zwei Regionalbahnen: zwischen Essen und Hagen die Ruhr-Lenne-Bahn (RB 40) sowie zwischen Hagen und Iserlohn die Ruhr-Sieg-Bahn (RB 91). Auf Grund der unterschiedlichen Anzahl an Zwischenhalten ergibt sich jeweils ein nur angenäherter 30-Minuten-Takt.
In Siegen Hbf bestanden bis zur Aufgabe des Siegener Flügelzuges vertaktete Anschlüsse an den Rhein-Sieg-Express (RE 9) Richtung Köln, die Rothaarbahn (RB 93) nach Betzdorf sowie an den Main-Sieg-Express (RE 99) nach Gießen und alle zwei Stunden nach Frankfurt am Main. In Finnentrop bestand Anschluss an den Biggesee-Express (RB 92) nach Olpe. In Iserlohn-Letmathe konnte stündlich zwischen den Flügelzügen von Siegen nach Iserlohn und umgekehrt umgestiegen werden.
Der Ruhr-Lenne-Express hat in Iserlohn Anschluss an die Ardey-Bahn (RB 53) nach Dortmund.
Aus Iserlohn kommend hat der RE 16 in Iserlohn-Letmathe Anschluss an den RE 34 bzw. IC 34 in Richtung Siegen, in Hagen Hbf bestehen Anschlüsse an die RB 52 nach Dortmund und Lüdenscheid, den RE 13 nach Hamm und Venlo, den RE 17 nach Warburg und an den Fernverkehr Richtung Bremen/Hamburg bzw. Hannover/Leipzig.
In Witten besteht Anschluss an die S5 in Richtung Dortmund über Witten-Annen Nord. In Bochum gibt es zeitnahe Anschlüsse auf die Linien RE 6 und RE 11 in Richtung Dortmund und Mülheim/Duisburg sowie auf die RB 46 nach Gelsenkirchen. In Essen kann der RE 2 Richtung Münster erreicht werden.